# Romande Energie Holding
Die Romande Energie Holding SA mit Sitz in Morges ist ein Westschweizer Energieversorgungsunternehmen. Die Unternehmensgruppe beschäftigt 725 Mitarbeiter und erwirtschaftete 2007 einen Umsatz von 488 Millionen Schweizer Franken. Die Romande Energie Holding ist an der Schweizer Börse SWX Swiss Exchange kotiert. Das Unternehmen befindet sich mehrheitlich im Besitz des Kantons Waadt sowie mehr als 200 waadtländischen Gemeinden.

## Tätigkeitsgebiet
Die Gruppe besteht aus den drei Geschäftsbereichen Netzbetrieb, Handel und Umwelt. Ein wesentlicher Anteil am operativen Geschäft wird von der Tochtergesellschaft Romande Energie SA besorgt.
Der Geschäftsbereich Netzbetrieb umfasst ein 9'300 Kilometer langes Stromnetz mit 3'260 Umspannwerken und einer Jahresproduktion von um die 500 GWh.
Der Bereich Handel ist für den Kauf und Verkauf von fremd produziertem Strom zuständig. Insgesamt verkaufte Romande Energie 2007 rund 2'670 GWh Strom. Grösster Lieferant ist mit 1'112 GWh die EOS Holding, mit der ein langjähriger Vertrag besteht.
Der 2008 geschaffene Geschäftsbereich Umwelt umfasst die rationelle Energienutzung, die Stromerzeugung aus Wasserkraft, die Stromerzeugung aus erneuerbaren Quellen wie Windenergie, Sonnenenergie, Biomasse, Mini-Wasserkraft und Geothermie sowie Forschungs- und Entwicklungsprojekte in Zusammenarbeit mit den Hochschulen ETH Lausanne und Fachhochschule Westschweiz.
Darüber hinaus hält Romande Energie auch verschiedene Beteiligungen an anderen Unternehmen, die bedeutendste davon 28,72 % an EOS Holding.
Romande Energie war bis April 2010 mit einer Beteiligung am Steinkohlekraftwerk Brunsbüttel engagiert. Im April 2010 gab Romande Energie gemeinsam mit Groupe E bekannt, die Beteiligung aus wirtschaftlichen und ökologischen Gründen verkauft zu haben.

## Geschichte
Romande Energie ging 1997 aus dem Zusammenschluss der 1901 für das erste kantonale Elektrizitätswerk der Schweiz entstandenen Compagnie Vaudoise des Forces Motrices des Lacs de Joux et de l’Orbe (FMJ), ab 1954 Compagnie vaudoise d'électricité (CVE) und der 1904 gegründeten Société Romande d'Electricité hervor. Sie ist heute der fünftgrösste Stromversorger der Schweiz.